# Neokeynesianism
Neokeynesianism är en makroekonomisk skola som utvecklades under mellankrigstiden. De neokeynesianska ekonomerna försökte tolka och formalisera John Maynard Keynes tankar samt skapa en syntes mellan dessa och den neoklassiska teoribildningen. Denna teoribildning dominerade bland nationalekonomer mellan 1950 och 1970. 
Den ekonomiska utvecklingen under 1970-talet präglades bland annat av oljekriserna 1973 och 1979, det definitiva slutet på den ekonomiska uppgång som skedde efter andra världskriget och i synnerhet fenomenet stagflation ledde till att den neokeynesianistiska skolan ifrågasattes då den inte klarade av att förklara dessa fenomen. På sikt ledde detta till att den nykeynesianistiska skolan utvecklades för att förklara dessa företeelser.